# Conyza chionea
Conyza chionea là một loài thực vật có hoa trong họ Cúc. Loài này được S.Díaz & A.Correa mô tả khoa học đầu tiên năm 2001.